# Vito Antuofermo
Vito Gabrielo Antuofermo (Palo del Colle, 9 febbraio 1953) è un ex pugile e attore italiano con cittadinanza statunitense.
Fu Campione europeo dei pesi superwelter nel 1976 e Campione del mondo unanimemente riconosciuto dei pesi medi dal 1979 al 1980.

## Biografia

### Carriera dilettantistica
Quando aveva dieci anni la sua famiglia emigrò da Bitonto negli Stati Uniti, nella periferia di New York, dove Antuofermo imparò la tecnica e tattica del pugilato.
Ottimo dilettante, nel 1970 vinse il Golden Gloves dello Stato di New York nei pesi welter, mentre nel 1971 fu battuto in finale dal futuro campione del mondo dei mediomassimi Eddie Gregory.

### Carriera da professionista
La carriera professionistica di Antuofermo cominciò nel 1971, negli Stati Uniti. Il pugile italoamericano vinse 17 dei primi 18 incontri (pareggiando solo con lo statunitense Charles Hayward), prima di conoscere la sconfitta per ferita al 5º round ad opera di Harold Weston, in un match al limite dei pesi superwelter.
Solo nel 1974 venne in Italia, disputando e vincendo due match a Roma. Nello stesso anno combatté al limite dei medi e, dopo una convincente vittoria contro l'ex campione mondiale dei superwelter Denny Moyer, sconfisse nettamente ai punti il grande Emile Griffith. Nel 1975, a Milano, affrontò il campione italiano dei superwelter Nino Castellini, senza titolo in palio, e lo costrinse al knock-out tecnico alla quinta ripresa.
Il 6 gennaio 1976, a Charlottenburg, conquistò il titolo europeo dei superwelter, superando ai punti il futuro campione del mondo WBC Eckhard Dagge, con verdetto unanime sia pur di stretta misura. L'italo-americano aveva inferto una ferita al 3º round al sopracciglio destro dell'avversario che poi, al 7º aveva preso a sanguinare anche alla tempia destra. Lo difese al Palasport di San Siro sconfiggendo il francese Jean-Claude Warusfel, per abbandono al tredicesimo round.
Il 1º ottobre 1976, al Palazzo dello Sport di Roma, fu costretto a cedere il titolo europeo al britannico Maurice Hope, per knock-out tecnico alla quindicesima ripresa. L'incontro, sino a quel momento era in sostanziale equilibrio ma poi una ferita non rimarginata di un precedente match alle sopracciglia del campione in carica aveva preso a sanguinare copiosamente, rendendo impossibile il proseguimento da parte dell'italo-americano.
Tornato a New York, Antuofermo rilanciò la sua carriera nel 1978 con una vittoria per verdetto unanime su Bennie Briscoe, guadagnandosi il ruolo di sfidante per il titolo mondiale dei pesi medi.
Il 30 giugno 1979, sul ring di Fontvieille (Principato di Monaco), Antuofermo conquistò la corona mondiale WBA e WBC superando ai punti l'argentino Hugo Corro (146-145, 143-142 e 145-146) in un match molto combattuto che l'italiano fece suo grazie al dominio nelle ultime riprese.
Alla prima difesa del titolo dovette affrontare il terribile Marvin The Marvelous Hagler al Caesars Palace di Las Vegas. Il match finì in pareggio, con un verdetto molto discusso ma che consentì a Antuofermo di mantenere la cintura di Campione del Mondo. Hagler conduceva piuttosto nettamente dopo 10 riprese ma, anziché finire l'avversario, si limitò a gestire il match. Antuofermo si gettò coraggiosamente all'attacco nel tentativo di riaprire l'incontro e alla fine la giuria emise il verdetto di parità, con i pugili che si spartirono il favore di un giudice a testa, mentre il terzo si espresse per il pari (141-145, 144-142, 143-143). Dopo il match, Antuofermo fu costretto a sottoporsi a ben settanta punti di sutura per le ferite riportate. L'incontro fu dichiarato Sorpresa dell'anno 1979 dalla rivista specializzata Ring Magazine.
Nel match successivo, ancora al Caesars Palace di Las Vegas, Antuofermo dovette cedere il titolo ad Alan Minter in un match deciso ai punti in 15 riprese. Anche in questo caso si trattò di un verdetto molto discusso (149-137 e 144-141 per Minter, 145-143 per Antuofermo), mentre un sondaggio tra i giornalisti a bordo ring premiava l'italiano. Il segretario esecutivo della Nevada State Athletic Commission diede del cieco al giudice che aveva visto ben 12 punti di differenza tra i due pugili.
Fu perciò allestita una successiva rivincita con Minter alla Wembley Arena di Londra. Antuofermo perse nuovamente, per knock-out tecnico all'ottavo round, dovuto a una ferita abbondantemente sanguinante.
Un nuovo tentativo mondiale effettuato nel 1981 a Boston contro Marvin Hagler, che nel frattempo aveva spodestato Minter, terminò con una sconfitta per ferita al 5º round, quando il viso dell'italo-americano era divenuto una maschera di sangue.
Combatté altri cinque match, con quattro vittorie e una sconfitta per ferita e poi abbandonò il pugilato.

### Caratteristiche tecniche
(Marvin Hagler)
Vito Antuofermo non possedeva una particolare potenza di pugno ma compensava tale limite con un'incredibile capacità di assorbimento dei colpi degli avversari che rasentava lo stoicismo. La fragilità delle sopracciglia, tuttavia, gli ha impedito di conseguire risultati ancora migliori, rendendo spesso il suo volto simile a una maschera di sangue. Non ha mai perso per KO. Tutte le sue sconfitte prima del limite, infatti, sono state determinate da interventi medici o interruzioni per ferita. Detiene il record di 359 punti di sutura in carriera che in precedenza, con 329, era detenuto da Chuck Wepner, avversario di Muhammad Ali e Sonny Liston, detto "il sanguinante di Bayonne" per la facilità con cui si feriva e sanguinava in volto..

### Vita dopo la boxe
Dopo il ritiro Antuofermo, insieme al fratello, ha gestito per due anni una pizzeria nel distretto newyorchese del Queens. Poi ha lavorato prima nel quartiere italo-americano di Bay Ridge come rappresentante della Coca-Cola, per la quale aveva già fatto pubblicità in passato infine, per pochi mesi, al porto di New York. 

#### Carriera cinematografica
Vito Antuofermo ha recitato in ruoli da caratterista in produzioni cinematografiche anche di rilievo, tra le quali spicca quella di Anthony "The Ant" Squigliaro, guardia del corpo di Joey Zasa ne Il padrino - Parte III (1990). È apparso anche in Quei bravi ragazzi (1990), per la regia di Martin Scorsese.
In Italia ha recitato con Vittorio e Alessandro Gassman, Paola Quattrini e Chiara Muti nel film La bomba (1999) di Giulio Base.
In TV ha preso parte a due episodi de I Soprano (2000-2001) nel ruolo di Robert "Bobby" Coniglio, membro della banda di Richie Aprile.